# WC (rapper)
William Loshawn Calhoun Jr. (nascido em 3 de fevereiro de 1970), mais conhecido pelo seu nome artístico WC (pronunciado Dub-C), é um rapper americano. Ele nasceu no Texas, mas se mudou para Los Angeles ainda criança.

## Carreira
WC começou a sua carreira com os grupos de rap underground Low Profile e WC and the Maad Circle, e mais tarde formou o supergrupo Westside Connection, com Ice Cube e Mack 10. Seu álbum solo The Shadiest One de 1998, chegou ao Top 20 com os singles "Cheddar", "Just Clownin'" e "Better Days". Ghetto Heisman foi lançado em 2002 e apresentou a canção "The Streets", que também desembarcou no Top 20.

## Discografia
- 1998 - The Shadiest One
- 2002 - Ghetto Heisman
- 2007 - Guilty by Affiliation
- 2011 - Revenge of the Barracuda

## Filmografia
- 1995 - Friday
- 1996 - Set It Off
- 1999 - Thicker Than Water
- 2001 - Air Rage
- 2001 - Stranded
- 2003 - WC: Bandana Swangin - All That Glitters Ain't Gold
- 2008 - Belly 2: Millionaire Boyz Club